# Avant-garde jazz

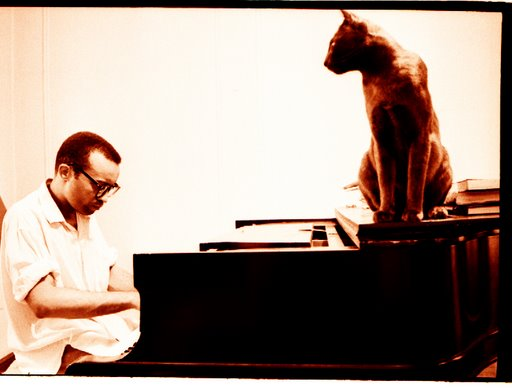
Cecil Taylor tocando piano em seu apartamento, na década de 69.

O Avant-garde jazz (também designado por Avant-jazz), é um sub-género do jazz, muito em voga na década de 1960, caracterizado pela improvisação e pelos elementos tradicionais da música jazz. Difere do free jazz pois, embora transmita a impressão de total improvisação, esta é efectuada com base numa composição musical pré determinada, sobre a qual, a dita improvisação, é então tocada. Em certos casos, esta improvisação, faz mesmo parte da composição original, nota por nota.
O Avant jazz surgiu na segunda metade da década de 1950, através dos músicos Cecil Taylor (pianista), Ornette Coleman (saxofonista alto) e Sun Ra (tecladista). Um dos expoentes deste género de jazz foi John Coltrane, na década de 1960.